# 심교언
심교언(沈敎彦, 1969년 삼척시 ~ )은 대한민국의 부동산 학자이다. 현재 국토연구원 원장을 맡고 있다.

## 학력
- 서울대학교 도시공학 학사
- 서울대학교 대학원 도시공학 석사
- 서울대학교 대학원 도시공학 박사

## 경력
- 건국대학교 부동산학과 교수
- 각종 국토개발 자문위원
- 2022년 윤석열 대통령직인수위원회 부동산TF 팀장
- 2023년 8월 24일 제18대 국토연구원 원장[1]

## 참조
1. ↑  연합뉴스 - 새 국토연구원장에 심교언 건국대 부동산학과 교수